# Disputa Antiqua–Fraktur

A "fonte latina", sem adornos, tipificada por Antiqua

A "fonte alemã/gótica" foi incorporada por Fraktur

A disputa Antiqua-Fraktur foi uma disputa tipográfica na Alemanha entre o século XIX e o início do século XX.
Na maioria dos países europeus, tipografias góticas, como a alemã Fraktur foram abandonados após a criação dos tipos de letra Antiqua nos séculos XV e XVI. No entanto, na Alemanha, ambas as fontes coexistiram até a primeira metade do século XX.
Durante esse período, os dois tipos de caracteres ganharam conotações ideológicas na Alemanha, o que levou a disputas longas e acaloradas sobre qual era o tipo de fonte "correto" a ser usado. O resultado final foi que as fontes do tipo Antiqua venceram quando o Partido Nazista optou por eliminar o Fraktur, de aparência mais ornamentada.

## Origem

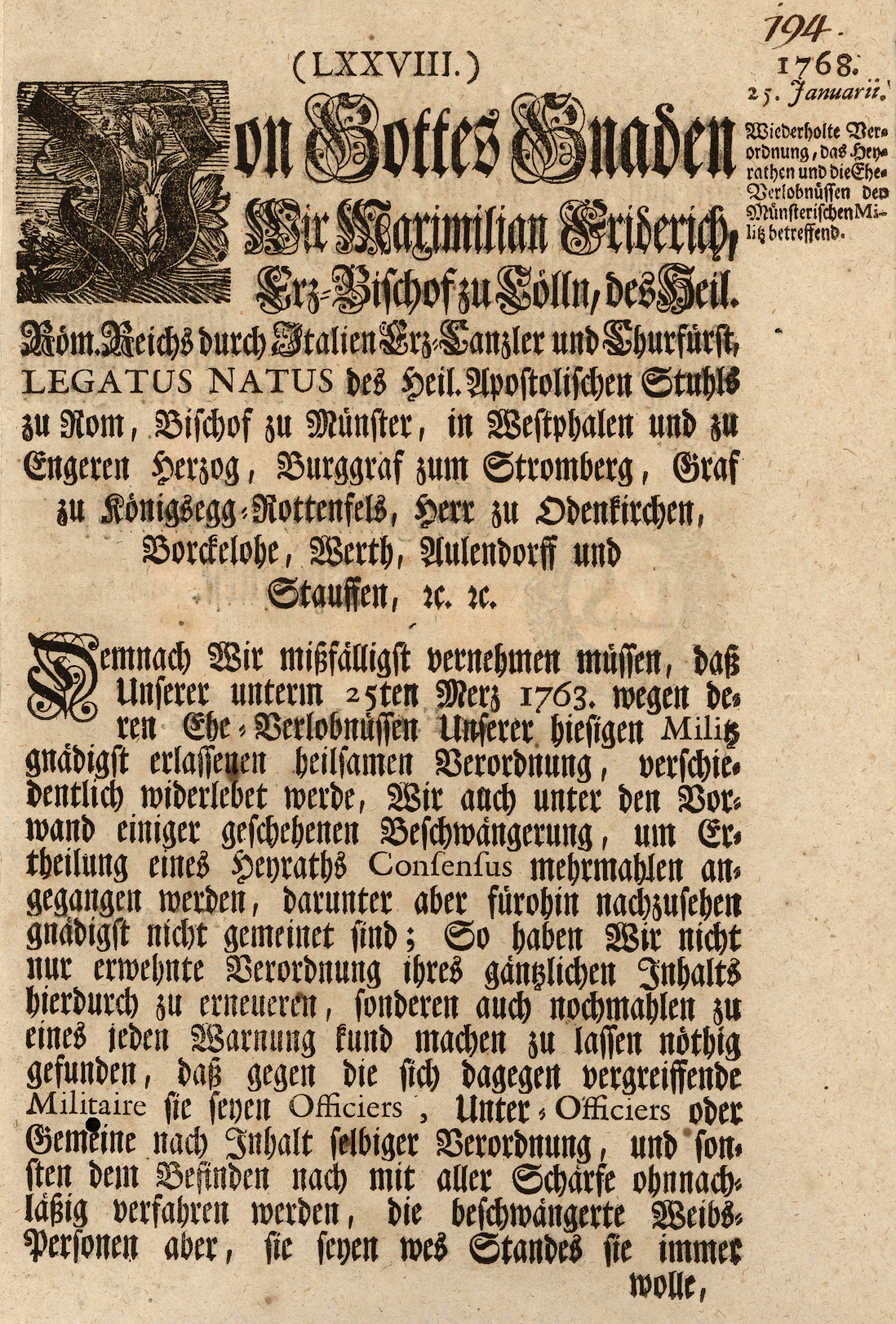
Dois tipos de fonte: o texto em alemão usa Fraktur, palavras e números em latim e francês são escritos em Antiqua. 1768

Historicamente, a disputa se originou no uso diferenciado desses dois tipos de letra na maioria dos textos intelectuais - para textos em latim, a fonte Antiqua era normalmente usada, enquanto o Fraktur era favorecido em obras escritas em alemão. Isso se estendeu até aos dicionários inglês-alemão, por exemplo, onde as palavras em inglês eram todas escritas em Antiqua e as palavras em alemão em Fraktur. Isso era simplesmente uma convenção.

## Século XIX
Os conflitos sobre os dois tipos de fonte surgiram após a ocupação da Alemanha e a dissolução do Sacro Império Romano por Napoleão em 1806, o que levou a um período na história da Alemanha em que os nacionalistas começaram a tentar definir quais valores culturais eram comuns para todos os alemães. Houve um grande esforço para canonizar a literatura nacional alemã - por exemplo, a coleção de contos de fadas dos irmãos Grimm - e criar uma gramática alemã unificada.
No contexto desses debates, os dois tipos de fonte se tornaram cada vez mais polarizados: Antiqua eram vista como "não-alemã", e isso era representado pelo seu desenho "raso", "leve" e "não sério". Em contraste, Fraktur, com sua escrita muito mais escura e mais densa, era vista como representando virtudes supostamente alemãs, como a profundidade e a sobriedade.
Durante a Era Romântica, na qual a Idade Média era glorificada, os caracteres de Fraktur ganharam adicionalmente a interpretação (historicamente incorreta) de que representavam o goticismo alemão. Por exemplo, a mãe de Goethe aconselhou o filho, que adotara a fonte de Antiqua, a permanecer - "pelo amor de Deus" - alemão, mesmo em suas cartas.
Otto von Bismarck era um forte defensor das fontes alemãs. Ele recusava presentes de livros alemães nas fontes Antiqua e os devolvia ao remetente com a declaração Deutsche Bücher in lateinischen Buchstaben lese ich nicht!  (Eu não leio livros alemães em letras latinas!).

## Século XX
A disputa entre Antiqua e Fraktur continuou no século XX. Os argumentos a favor de Fraktur foram baseados não apenas em percepções históricas e culturais, mas também na alegação de que Fraktur era mais adequado para imprimir alemão e outras línguas germânicas, sendo mais legível que Antiqua para esse fim.
Uma publicação de 1910 pot Adolf Reinecke, Die deutsche Buchstabenschrift (O alfabeto alemão), reivindica as seguintes vantagens de se usar o Fraktur como a fonte alemã:
- A fonte alemã é uma fonte de leitura real: é mais legível, ou seja, as imagens das palavras são mais claras que a fonte latina.[2]
- A fonte alemã é mais compacta na impressão, o que é uma vantagem para o reconhecimento rápido de imagens de palavras durante a leitura.
- A fonte alemã é mais adequada para expressar a língua alemã, pois é mais adaptada às características da língua alemã do que a escrita latina.
- A fonte alemã não causa miopia e é mais saudável para os olhos do que a escrita latina.[3]
- A fonte alemã ainda é propensa ao desenvolvimento; a escrita latina é gravada em pedra.
- A fonte alemã pode ser lida e compreendida em todo o mundo, onde é normalmente usada como elemento decorativo.
- A fonte alemã facilita o entendimento do idioma alemão pelos estrangeiros.[4]
- A escrita latina perderá gradualmente sua posição como escrita internacional pelo progresso do mundo anglo-saxão (aqui o autor afirma que os "anglo-saxões no Reino Unido, nos Estados Unidos e na Austrália ainda são 'germânicos' o suficiente para aniquilar o sonho dos escritores latinos de uma 'fonte mundial latina'").[5]
- O uso do alfabeto latino para o idioma alemão promoverá sua infestação com palavras estrangeiras.
- A escrita alemã não impede a proliferação da língua e da cultura alemã em outros países.

Em 4 de maio de 1911, a disputa atingiu novas alturas durante uma votação no Reichstag. A Verein für Altschrift ("Associação pela Antiqua") apresentou uma proposta para fazer da Antiqua o tipo de letra oficial (a Fraktur era a fonte oficial desde a fundação do Império Alemão) e para que não se ensinasse mais o Kurrent alemão (letra cursiva) nas escolas. Após um longo e, em alguns lugares, emotivo debate , a proposição foi rejeitada por 85 votos contra 82.
A fonte Fraktur foi particularmente usada durante o nazismo, quando foi inicialmente vista como o verdadeiro manuscrito alemão, a imprensa era repreendida por seu uso frequente de "caracteres romanos" sob "influência judaica" e foi pedido aos imigrantes que usasse apenas o "manuscrito alemão " No entanto, em 1941, Fraktur foi banida em uma Schrifterlass (edital de roteiro) assinada por Martin Bormann como Schwabacher Judenlettern  ("letras judaicas Schwabacher").
O decreto mencionou publicações destinadas a países estrangeiros; portanto, uma possível razão para a reversão da política foi que Antiqua seria mais legível para aqueles que moram nas áreas ocupadas; o ímpeto para uma rápida mudança na política provavelmente veio de Joseph Goebbels e seu Ministério de Propaganda. Leitores de fora dos países de língua alemã não estavam familiarizados com os tipos de letra Fraktur. Fontes e máquinas estrangeiras poderiam ser usadas para a produção de propaganda e outros materiais nos idiomas locais, mas não tão facilmente em alemão, enquanto a preferência oficial por Fraktur permanecesse.
De qualquer forma, Adolf Hitler pessoalmente não gostava da fonte Fraktur, como demonstrado por uma declaração feita no Reichstag  em 1934.
O decreto de Bormann de 3 de janeiro de 1941, inicialmente proibia apenas o uso de caracteres de letras góticas. Um segundo memorando proibiu o uso do Kurrent, incluindo Sütterlin, que só havia sido introduzido na década de 1920. A partir do ano acadêmico de 1941/42, somente a chamada Normalschrift ("escrita normal"), que até então havia sido ensinado ao lado do Sütterlin sob o nome de "escrita latina", era permitida e ensinada. No entanto,o Kurrent permaneceu em uso até 1945 nas insígnias da SS (nomes das divisões da SS etc.) e em alguns outros casos.

## Após a Segunda Guerra Mundial
Após a Segunda Guerra Mundial, a escrita Sütterlin foi novamente ensinada nas escolas de alguns estados alemães como uma escrita adicional, mas não se sustentou por muito tempo contra as fontes cursivas latinas. Como restam poucas pessoas que sabem ler Kurrent, a maioria das cartas, diários etc. permanece inacessível para todos, exceto os germanófonos mais idosos. Consequentemente, a maioria das pessoas que falam o idioma atualmente acha difícil decifrar as cartas, diários ou certificados de seus pais ou avós.
A fonte Fraktur permanece presente na vida cotidiana em algumas placas de pubs, marcas de cerveja e outras formas de propaganda, sendo usada para transmitir uma ideia de  certa rusticidade e velhice. No entanto, as formas de letra usadas em muitas dessas aplicações mais recentes se desviam das formas de letra tradicionais, especificamente no uso não tradicional frequente do "s" em redondo vez dos s longos (ſ) no início de uma sílaba, da omissão de ligaduras e no uso de formas de letras mais semelhantes ao Antiqua para certas letras Fraktur especialmente difíceis de ler, como o "k" . Atualmente, livros totalmente escritos em Fraktur são lidos principalmente por interesses particulares. Como muitas pessoas têm dificuldade em entender as letras góticas, elas podem ter problemas para acessar edições mais antigas de obras literárias em alemão.
Algumas organizações, como o Bund für deutsche Schrift und Sprache, continuam a defender o uso da fonte Fraktur, destacando sua herança cultural e histórica e suas vantagens quando usadas para imprimir idiomas germânicos. No entanto, essas organizações são pequenas, um tanto sectárias e pouco conhecidas na Alemanha.
Nos Estados Unidos, México e América Central, escolas das ordens religiosas Old Order Amish, Old Order Mennonite e Old Colony Mennonite ainda ensinam a caligrafia Kurrent e a fonte Fraktur. Livros alemães impressos por editoras amish e menonitas usam a fonte Fraktur.